# Antonio Maria Colini
Antonio Maria Colini, né  le 12 septembre 1900 à Rome, où il meurt le 27 juillet 1989, est un archéologue italien, fouilleur à Rome avant et après la Seconde Guerre mondiale.

## Biographie
Intégré au groupe des étudiants dirigé par Italo Gismondi, il est également un élève et disciple de Giulio Giglioli, archéologue lié au régime mussolinien.
L'idéologie fasciste donne en objectif le dégagement des vestiges antiques à Rome, parallèlement à l'aménagement de percées urbaines comme la via del Mare (renommée en via Luigi Petroselli).
En 1936-1937, Colini explore dans le secteur de cette voie le port antique de Rome (Portus Tiberinus), entre la via della Bocca della Verità et la via di Porta di Leone. En 1937, il découvre des vestiges de temples archaïques dans l'aire de Sant'Omobono. En 1939, il travaille aussi sur le chantier des fouilles du Ludus Magnus à proximité du Colisée et publie quelques résultats, mais les travaux sont interrompus par la guerre. En 1944, Colini publie une synthèse de plus de cinq cents pages sur l'histoire et la topographie antique de la colline du Coelius. Dirigeant les services archéologiques de la ville de Rome, il communique régulièrement sur les recherches dans le Bulletin de la Commission archéologique.
En 1960, il publie en collaboration une importante étude de la Forma Urbis, plan antique de Rome retrouvé en de multiples fragments.

## Publications (sélection)
- Via dell'Impero, en collaboration avec Corrado Ricci et Valerio Mariani, traduction française de Madeleine R. Anglès, Rome, Libreria dello Stato, 1933, (ASIN B0046IQDAI)
- (it) Stadium Domitiani, avec la restitution architecturale d'Italo Gismondi, Rome, Reale istituto di studi romani, 1943, (ASIN B00TTF9774)
- (it) Storia e topografia del Celio nell'antichità, con rilievi, piante e ricostruzioni di Italo Gismondi, Rome, 1944, (ASIN B0018G2Z08)
- (it) Horti spei veteris, palatium sessorianum, avec les reliefs et la restitution architecturale d'Italo Gismondi, Rome, Tipografia poliglotta Vaticana, 1955
- (it) S. Omobono, en collaboration avec Mario Bosi, Luigi Huetter, Rome, Marietti, 1960?
- (it) Ludus Magnus, en collaboration avec L. Cozza, Rome, 1962, (ASIN B013KQXOTE)

## Distinctions
Antonio Colini est directeur du musée Monumenti e Scavi della X Ripartizione A.B.A. del Comune di Roma en 1963.
Antonio Colini est correspondant de l'Académie des Lyncéens en 1968 et membre en 1983.
Une rue de Rome porte son nom (Via Antonio Maria Colini).